# 우음도
우음도(牛音島) 혹은 음섬(音-)은 경기도 화성시 송산면 고정리에 있던 섬이다. 1994년 시화방조제 건설로 인해 육지가 되었으며, 간척 사업이 끝난 지금은 한국수자원공사 주도로 송산그린시티가 조성되고 있으며, 새솔동으로 행정 구역이 변경되었다. 섬이었을 때 총 면적은 0.42㎢이었으며, 인구 100여명이 살던 반농반어의 작은 섬이었다.
고정초등학교 우음분교가 있었지만, 1997년 9월 1일에 폐교되었다. 이 섬에서는 3년에 한번씩 당산제가 열렸으나, 현재는 명맥이 끊겼다. 변성암 복합체가 알려져 있다.

## 지명 유래
바람이 세게 불면 육지에서 소 울음 소리가 들린다고 해서 이런 이름이 붙었다.